# 李行师
李行师（？—？），相州（今河南省安阳市）人，祖籍陇西郡狄道县（今甘肃省定西市临洮县），出自陇西李氏姑臧房，唐朝官员。

## 生平
李行师的哥哥李大师年轻时曾经在长安卜问将要做官后的吉凶，遇到了一个姓史的算命先生，于是让他给自己占卜。当时李大师的堂兄李子同、妹夫郑师万、河东裴寂以宿卫的身份简选入文职，他们各自让算命先生看自己当日的官职以及将来能够达到的官职。史生说：“裴寂和李氏兄弟都应该依照资历分等级进用，但是裴寂最终将官至三公宰辅之位。郑师万不仅今年虚耗后归家，次年年资会不被评定。”史生指着李大师说：“您的才华虽然不次于赵元叔，恐怕命运也会和他相同。”史生又说李子同也不可能做高官。当时李行师也将要被举荐做官，于是问史生吉凶。史生说：“这个年轻人虽然没办法匹敌裴君，也会官至地方首长。”随后李大师、李子同、裴寂都依资历补官为州佐。郑师万这一年遇到了差错，次年朝廷不评定北齐的资历，最后官至益州新都县尉。武德初年，裴寂出任尚书左仆射，封魏国公。李大师到那时迁徙流离，于是独自笑着说：“史生的话，在此应验了。”李行师在貞觀年间历任太常寺丞、都水使者、邛州刺史，都和史生的占卜一样。

## 家族

### 父母
- 李仲举，隋朝帅都督、洛阳县县令
- 崔曜曜，出自博陵崔氏的博陵第二房，北齐伏波将军、襄垣郡太守崔宣度第二女[3]

### 兄弟姐妹
- 李大师，窦夏尚书礼部侍郎
- 李氏，嫁益州新都县尉郑师万

### 子女
- 李玄运，唐朝江县、隋县二县县令
- 李玄乂，唐朝润州刺史
- 李玄约，唐朝洛县县令
- 李玄挺，唐朝银青光禄大夫、相潞等五州刺史、司农鸿胪二卿
- 李氏，嫁唐朝万年县县丞卢志安[4]